# Mariano Bertolini
Mariano Lucas Bertolini  (Buenos Aires, Argentina; 9 de octubre de 1978) es un actor y músico argentino.

## Cine
| Año  | Película                                 | Personaje  | Director                                                         |
| ---- | ---------------------------------------- | ---------- | ---------------------------------------------------------------- |
| 1991 | El verano del potro                      | Felipe     | André Melançon                                                   |
| 1998 | Escrito en el agua                       | Manuel     | Marcos Loayza                                                    |
| 1998 | El faro                                  | Federico   | Eduardo Mignogna                                                 |
| 1998 | Mala época                               | Pablo      | Mariano De Rosa, Rodrigo Moreno, Salvador Roselli y Nicolás Saad |
| 1999 | El visitante                             |            | Javier Olivera                                                   |
| 2009 | Sangre del Pacífico                      |            | Boy Olmi                                                         |
| 2010 | Te extraño                               | Marti      | Fabián Hofman                                                    |
| 2011 | Encontrarás dragones                     |            | Roland Joffé                                                     |
| 2015 | Focus                                    | Mesero     | Glenn Ficarra y John Requa                                       |
| 2015 | Francisco. El Padre Jorge                | Padre Pepe | Beda Docampo Feijóo                                              |
| 2017 | Soldado argentino solo conocido por Dios | Juan Soria | Rodrigo Fernández Engler                                         |
| 2019 | Hojas verdes de otoño                    | Javier     | Fabio Junco y Julio Midú                                         |
| 2020 | Alma pura                                | Octavio    | Roberto Salomone                                                 |
| 2021 | Yo nena, yo princesa                     | Federico   | Federico Palazzo                                                 |
| 2024 | Historias invisibles                     | Céspedes   | Guillermo Navarro                                                |

## Televisión
| Año       | Título                     | Personaje       | Canal              |
| --------- | -------------------------- | --------------- | ------------------ |
| 1996      | De poeta y de loco         |                 | El trece           |
| 1997      | Fiscales, el ojo de la ley |                 | El trece           |
| 1997      | Ciudad prohibida           |                 | Canal 9            |
| 1999      | Chiquititas                | Mariano Maza    | Telefe             |
| 2000      | Cabecita                   | Federico        | Telefe             |
| 2000-2001 | Los médicos de hoy 2       |                 | El trece           |
| 2001-2002 | El sodero de mi vida       |                 | El trece           |
| 2003      | Rebelde Way                | Javier Alanis   | América TV         |
| 2004      | Culpable de este amor      | Pablo Casenave  | Telefe             |
| 2006      | Vientos de agua            |                 | El trece/Telecinco |
| 2014      | Wake up                    |                 | E! Entertainment   |
| 2014      | Televisión por la justicia | hijo de Pardomo | Canal 9            |
| 2016      | RRPP                       |                 |                    |
| 2020      | Submersos                  | Gabriel Fontán  | Paramount Network  |
| 2022      | La Reina del Sur           | Hugo Dorfman    | Telemundo          |

## Teatro
| Año  | Obra                  | Personaje    | Dirección       | Teatro              |
| ---- | --------------------- | ------------ | --------------- | ------------------- |
| 1999 | Chiquititas           | Mariano Maza | Cris Morena     | Teatro Gran Rex     |
| 2001 | Buscando a Pirandello |              | Carlos Gandolfo | Teatro Actor Studio |
| 2020 | Fratelli              | Vito         | Leo Azamor      | Microteatro         |

## Enlaces
Mariano Bertolini vimeo:
https://vimeo.com/user13059375

Facebook; https://www.facebook.com/MarianoBertoliniActorMusico
Instagram; @bertolinimariano
- Datos: Q9028962